# Суповський
Суповський (рос. Суповский)  — хутір Тахтамукайського району Адигеї Росії. Входить до складу Енемського міського поселення.
Населення —  553 особи (2015 рік). 